# Mikuláš IV.
Mikuláš IV. (lat. Nicolaus IV.; 30. září 1227 Lisciano – 4. duben 1292 Řím), narozen jako Girolamo Masci, byl papežem od 22. února 1288 do 4. dubna roku 1292. Stal se prvním františkánem, který byl zvolen papežem (před svým zvolením působil jako generál řádu). Významně také podporoval misijní činnost. 